# Festival di Cannes 2008
La 61ª edizione del Festival di Cannes si è svolta a Cannes dal 14 al 25 maggio 2008.
Il festival si è aperto con la proiezione di Blindness di Fernando Meirelles e si è chiuso con quella di Disastro a Hollywood di Barry Levinson.
La giuria presieduta dall'attore e regista statunitense Sean Penn ha assegnato la Palma d'oro per il miglior film a La classe - Entre les murs di Laurent Cantet, primo vincitore francese a distanza di vent'anni (l'ultimo era stato nell'edizione 1987 Sotto il sole di Satana di Maurice Pialat).
Premiati anche i due film italiani in concorso, con il Grand Prix Speciale della Giuria a Gomorra di Matteo Garrone e il Premio della giuria a Il divo di Paolo Sorrentino.

## Selezione ufficiale

### Concorso
- Adoration, regia di Atom Egoyan (Canada)
- Blindness, regia di Fernando Meirelles (Brasile/Canada/Giappone)
- Changeling, regia di Clint Eastwood (USA)
- Che, regia di Steven Soderbergh (USA) (film qui proiettato in versione integrale, poi distribuito nei cinema in due parti separate: Che - L'argentino e Che - Guerriglia)
- La classe - Entre les murs (Entre les murs), regia di Laurent Cantet (Francia)
- Delta, regia di Kornél Mundruczó (Ungheria)
- Il divo, regia di Paolo Sorrentino (Italia/Francia)
- La frontière de l'aube, regia di Philippe Garrel (Francia)
- Gomorra, regia di Matteo Garrone (Italia)
- Leonera, regia di Pablo Trapero (Argentina/Corea del Sud/Brasile)
- Linha de passe, regia di Walter Salles e Daniela Thomas (Brasile)
- Il matrimonio di Lorna (Le Silence de Lorna), regia di Jean-Pierre e Luc Dardenne (Belgio/Francia/Italia/Germania)
- La mujer sin cabeza, regia di Lucrecia Martel (Argentina/Italia/Francia/Spagna)
- My Magic, regia di Eric Khoo (Singapore)
- Palermo Shooting, regia di Wim Wenders (Germania/Francia/Italia)
- Racconto di Natale (Un conte de Noël), regia di Arnaud Desplechin (Francia)
- Serbis, regia di Brillante Mendoza (Filippine)
- Synecdoche, New York, regia di Charlie Kaufman (USA)
- Le tre scimmie (Üç maymun), regia di Nuri Bilge Ceylan (Turchia/Francia/Italia)
- 24 City (Er shi si cheng ji), regia di Jia Zhangke (Cina)
- Two Lovers, regia di James Gray (USA)
- Valzer con Bashir (Waltz with Bashir), regia di Ari Folman (Israele/Germania/Francia)

### Fuori concorso
- Vicky Cristina Barcelona, regia di Woody Allen (USA/Spagna)
- Il buono, il matto, il cattivo (Joheun nom nabbeun nom isanghan nom), regia di Kim Ji-woon (Corea del Sud)
- Indiana Jones e il regno del teschio di cristallo (	Indiana Jones and the Kingdom of the Crystal Skull), regia di Steven Spielberg (USA)
- Kung Fu Panda, regia di John Stevenson e Mark Osborne (USA)

### Proiezioni di Mezzanotte
- Maradona di Kusturica (Maradona by Kusturica), regia di Emir Kusturica (Francia/Spagna)
- Surveillance, regia di Jennifer Lynch (USA)
- The Chaser, regia di Na Hong-jin (Corea del Sud)

### Proiezioni speciali
- Of Time and the City, regia di Terence Davies (Gran Bretagna)
- Chelsea on the Rocks, regia di Abel Ferrara (USA)
- Sanguepazzo, regia di Marco Tullio Giordana (Italia/Francia)
- C'est dur d'être aimé par des cons, regia di Daniel Leconte (Francia)
- Ashes of Time Redux, regia di Wong Kar-wai (Cina)
- Roman Polanski: Wanted and Desired, regia di Marina Zenovich (USA/Gran Bretagna)

### Un Certain Regard
- Afterschool, regia di Antonio Campos (USA)
- Ting che, regia di Chung Mong-Hong (Taiwan)
- Soi Cowboy, regia di Thomas Clay (Thailandia/Gran Bretagna)
- La vie moderne, regia di Raymond Depardon (Francia)
- Settimo cielo (Wolke 9), regia di Andreas Dresen (Germania)
- Tulpan - La ragazza che non c'era (Tjulʹpán), regia di Sergej Dvorcevoj (Kazakistan)
- Los Bastardos, regia di Amat Escalante (USA/Messico/Francia)
- Tokyo!, regia di Michel Gondry, Leos Carax e Bong Joon-ho (Francia/Giappone/Germania/Corea del Sud)
- Je veux voir, regia di Joana Hadjithomas e Khalil Joreige (Francia/Libano)
- Il mondo di Horten (O' Horten), regia di Bent Hamer (Norvegia/Germania/Francia)
- Le sel de la mer, regia di Annemarie Jacir (Palestina/Belgio/Francia/Spagna/Svizzera)
- Tokyo Sonata, regia di Kiyoshi Kurosawa (Giappone)
- Yi ban hai shui, yi ban huo yan, regia di Fendou Liu (Hong Kong)
- Hunger, regia di Steve McQueen (Gran Bretagna)
- A Festa da Menina Morta, regia di Matheus Nachtergaele (Brasile)
- Involuntary (De ofrivilliga), regia di Ruben Östlund (Svezia)
- Wendy and Lucy, regia di Kelly Reichardt (USA)
- Johnny Mad Dog, regia di Jean-Stephane Sauvaire (Francia)
- Versailles, regia di Pierre Schöller (Francia)
- Tyson, regia di James Toback (USA)

## Settimana internazionale della critica

### Lungometraggi
- Das fremde in mir, regia di Emily Atef (Germania)
- Snijeg, regia di Aida Begić (Bosnia/Germania/Francia/Iran)
- La sangre brota, regia di Pablo Fendrik (Argentina/Francia/Germania)
- Vse umrut a ja ostanus, regia di Valeria Gaï Guermanika (Russia)
- Better Things, regia di Duane Hopkins (Gran Bretagna/Germania)
- Les grandes personnes, regia di Anna Novion (Francia/Svezia)
- Aanrijding in Moscou, regia di Christophe Van Rompaey (Belgio)

### Proiezioni speciali
- Rumba, regia di Dominique Abel, Fiona Gordon e Bruno Romy (Francia/Belgio)
- Enfants de Don Quichotte (Acte 1), regia di Ronan Dénécé, Augustin Legrand e Jean-Baptiste Legrand (Francia)
- The End of Poverty?, regia di Philippe Diaz (USA)
- Les 7 jours, regia di Ronit Elkabetz e Shlomi Elkabetz (Israele/Francia)
- Home, regia di Ursula Meier (Svizzera/Francia/Belgio)
- Desierto adentro, regia di Rodrigo Plá (Messico)

## Quinzaine des Réalisateurs
- Salamandra, regia di Palo Agüero (Argentina/Francia/Germania)
- Liverpool, regia di Lisandro Alonso (Argentina/Francia/Paesi Bassi/Spagna/Germania)
- Dernier maquis, regia di Rabah Ameur-Zaïmeche (Francia/Algeria)
- Shultes, regia di Bakur Bakuradze (Russia)
- De la guerre, regia di Bertrand Bonello (Francia)
- Aquele querido mês de agosto, regia di Miguel Gomes (Portogallo/Francia)
- Élève Libre - Lezioni private (Élève libre), regia di Joachim Lafosse (Belgio/Francia)
- Eldorado Road (Eldorado), regia di Bouli Lanners (Belgio/Francia)
- Tony Manero, regia di Pablo Larraín (Cile/Brasile)
- Le voyage aux Pyrénées, regia di Arnaud Larrieu e Jean-Marie Larrieu (Francia)
- Slepe lasky, regia di Juraj Lehotky (Slovacchia)
- Niu lang zhi nu, regia di Yin Lichuan (Cina)
- Now Showing, regia di Raya Martin (Filippine/Francia)
- Boogie, regia di Radu Muntean (Romania)
- Il resto della notte, regia di Francesco Munzi (Italia)
- The Pleasure of Being Robbed, regia di Josh Safdie (USA)
- Taraneh tanhaïye Tehran, regia di Saman Salour (Iran)
- El cant dels ocells, regia di Albert Serra (Spagna)
- Les bureaux de Dieu, regia di Claire Simon (Francia)
- Cztery noce z Anna, regia di Jerzy Skolimowski (Francia/Polonia)
- Monsieur Morimoto, regia di Nicola Sornaga (Francia)
- Acne, regia di Federico Veiroj (Uruguay, Argentina/Spagna/Messico)

### Proiezioni speciali
- 40X15, regia di Olivier Jahan (Francia)
- Milestones, regia di Robert Kramer e John Douglas (USA)
- Itinéraire de Jean Bricard, regia di Jean-Marie Straub e Danièle Huillet (Francia)
- Le genou d'Artemide, regia di Jean-Marie Straub e Danièle Huillet (Francia)

## Giurie

### Concorso
- Sean Penn, attore e regista (USA) - presidente
- Marjane Satrapi, fumettista e illustratrice (Iran)
- Rachid Bouchareb, regista (Francia)
- Sergio Castellitto, attore e regista (Italia)
- Alfonso Cuarón, regista (Messico)
- Alexandra Maria Lara, attrice (Germania)
- Natalie Portman, attrice (USA)
- Apichatpong Weerasethakul, regista (Thailandia)

### Un Certain Regard
- Fatih Akın, regista e sceneggiatore (Germania) - presidente
- Anupama Chopra, giornalista (India)
- Yasser Moheb, critico (Egitto)
- Catherine Mtsitouridze, giornalista (Russia)
- José Maria Prado

### Camera d'or
- Bruno Dumont, regista (Francia) - presidente
- Isabelle Danel, critico (Francia)
- Jean-Michel Frodon, critico (Francia)
- Monique Koudrine (Francia)
- Willy Kurant, direttore della fotografia (Francia)
- Jean Henri Roger, regista

### Cinéfondation e cortometraggi
- Hou Hsiao Hsien, regista (Taiwan) - presidente
- Olivier Assayas, regista (Francia)
- Susanne Bier, regista (Danimarca)
- Marina Hands, attrice (Francia)
- Laurence Kardish, curatore del MoMA (USA)

## Palmarès

### Concorso
- Palma d'oro: La classe - Entre les murs (Entre les murs), regia di Laurent Cantet (Francia)
- Grand Prix Speciale della Giuria: Gomorra, regia di Matteo Garrone (Italia)
- Premio speciale della 61ª edizione del Festival:
  - Catherine Deneuve - Racconto di Natale (Un conte de Noël), regia di Arnaud Desplechin (Francia)
  - Clint Eastwood - Changeling, regia di Clint Eastwood (USA)
- Prix de la mise en scène: Nuri Bilge Ceylan - Le tre scimmie (Üç maymun) (Turchia)
- Prix du scénario: Jean-Pierre e Luc Dardenne - Il matrimonio di Lorna (Le Silence de Lorna) (Belgio)
- Prix d'interprétation féminine: Sandra Corveloni - Linha de passe, regia di Walter Salles e Daniela Thomas (Brasile)
- Prix d'interprétation masculine: Benicio del Toro - Che (Che - L'argentino e Che - Guerriglia), regia di Steven Soderbergh (USA)
- Premio della giuria: Il divo, regia di Paolo Sorrentino (Italia)

### Un Certain Regard
- Premio Un Certain Regard: Tulpan - La ragazza che non c'era (Tjul'pán), regia di Sergej Dvorcevoj (Kazakistan)
- Premio della giuria Un Certain Regard: Tokyo Sonata, regia di Kiyoshi Kurosawa (Giappone)
- Premio Coup de Coeur della giuria: Settimo cielo (Wolke 9), regia di Andreas Dresen (Germania)
- Premio Knockout: Tyson, regia di James Toback (USA)
- Premio della speranza: Johnny Mad Dog, regia di Jean-Stephane Sauvaire (Francia)

### Settimana internazionale della critica
- Gran Premio Settimana internazionale della critica: Snijeg, regia di Aida Begić (Bosnia/Germania/Francia/Iran)
- Premio SACD: Aanrijding in Moscou, regia di Christophe Van Rompaey (Belgio)
- Premio ACID/CCAS: Aanrijding in Moscou, regia di Christophe Van Rompaey (Belgio)
- Premio OFAJ/TV5MONDE della Giovane Critica: La sangre brota, regia di Pablo Fendrik (Argentina/Francia/Germania)

### Altri premi
- Caméra d'or: Hunger, regia di Steve McQueen (Gran Bretagna)
  - Menzione speciale Caméra d'or: Vse umrut a ja ostanus, regia di Valeria Gaï Guermanika (Russia)
- Premio Fipresci: Delta, regia di Kornel Mondruczo (Ungheria)
- Premio della Giuria Ecumenica: Adoration, regia di Atom Egoyan (Canada)
- Palma d'oro alla carriera a Manoel de Oliveira